# Sant Guim de la Plana
Sant Guim de la Plana község Spanyolországban, Lleida tartományban. Sant Guim de la Plana Massoteres, Torà, Ivorra, Sant Ramon, Torrefeta i Florejacs és Guissona községekkel határos. Lakosainak száma 193 fő (2024).

## Népesség
A település népessége az utóbbi években az alábbiak szerint változott:
| Lakosok száma | 128  | 476  | 376  | 304  | 210  | 185  | 191  | 175  | 185  | 193  |
|               | 1717 | 1887 | 1936 | 1960 | 1986 | 2004 | 2009 | 2014 | 2019 | 2024 |